# Richard Hyland
Pour les articles homonymes, voir Hyland.

a Compétitions nationales et continentales officielles uniquement.

b Matchs officiels uniquement.
 Richard « Dick » Frank Hyland, dit Tricky Dick à cause de sa pointe de vitesse lancée, né le 26 juillet 1900 à San Francisco et mort le 16 juillet 1981 à Wawona, est un joueur de rugby à XV, qui a joué avec l'équipe des États-Unis en évoluant au poste de trois quart centre.
Il faisait également partie des équipes de baseball, et de football américain de son université (courant 48 yards d'une seule traite face aux Golden Bears de la Californie sur le premier jeu de mêlée en 1926 (et conduisant à la victoire de Stanford par 41à 6)). 
Il participa aux Rose Bowl Games de 1928 et 1929, et fut élu au Stanford Hall of Fame en 1961.  

## Carrière
Il a eu une cape internationale contre l'équipe de France le 18 mai 1924 à Paris, dans le cadre des Jeux olympiques d'été de 1924, et fut alors considéré par la presse parisienne de l'époque comme le « meilleur joueur du match » (dénommé en France le Phénomène humain, à la suite de ses deux matchs du mini-tournoi contre la France et la Roumanie, à Paris).
Il devint ensuite journaliste sportif au Los Angeles Times, et fit également quelques travaux comme directeur cinématographique.

## Palmarès
- 2 sélections avec l'équipe des États-Unis
- Médaille d'or aux  Jeux olympiques de 1924